# El Cid Cabreador
El Cid Cabreador es una película española, estrenada el 19 de diciembre de 1983.

## Argumento
Al hilo de éxitos de otras películas españolas que parodian acontecimientos de la historia de España, como Juana la loca... de vez en cuando o Cristóbal Colón, de oficio... descubridor, la película es una caricatura de la vida de un personaje de la Edad Media, el Cid Campeador. Rodrigo Díaz de Vivar (Ángel Cristo), enamorado de Doña Jimena (Carmen Maura), es objeto de una maldición lanzada por el padre de ella, el conde de Oviedo. Rodrigo se vuelve un afeminado y sólo recupera su virilidad tras ser secuestrado por Doña Urraca (Paquita Rico). Cuando toman Valencia, en lugar de lanzar hogazas de pan, como en la película de Hollywood, atacan la ciudad con paellas valencianas y de esta sale una mujer vestida de fallera que hace un streap-tease para distraer a las tropas del Cid. 
- Datos: Q5413737